# アメリカ領サモア準州副知事
アメリカ領サモア副知事 (Lieutenant Governor of American Samoa) は、アメリカ合衆国の海外領土であるアメリカ領サモアの副知事である。

## 一覧

### 任命副知事
- フランク・バーネット （民主党、1974年 - 1976年）

### 選出副知事
| 氏名                         | 政党   | 就任          | 退任          |
| ---------------------------- | ------ | ------------- | ------------- |
| トゥフェレ・リマトゥア       | 共和党 | 1978年1月3日  | 1985年1月3日  |
| エニ・ファレオマヴァエガ     | 民主党 | 1985年1月3日  | 1989年1月2日  |
| ガレアイ・ペニ・ポウメレ     | 共和党 | 1989年1月2日  | 1992年7月27日 |
| 空席                         | 空席   | 1992年7月27日 | 1993年1月4日  |
| タウエセ・ニア               | 民主党 | 1993年1月4日  | 1997年1月3日  |
| トギオラ・トゥラフォノ       | 民主党 | 1997年1月3日  | 2003年3月26日 |
| 空席                         | 空席   | 2003年3月26日 | 2003年4月11日 |
| ファオナ・アイトフェレ・ニア | 民主党 | 2003年4月11日 | 2013年1月3日  |
| レマヌ・ペレティ・マウガ     | 民主党 | 2013年1月3日  | 2021年1月3日  |
| エレサロ・エール             | 民主党 | 2021年1月3日  | 現職          |